# Proces s velezrádci a špiony z Jilemnicka
Proces s velezrádci a špiony z Jilemnicka (Pavel Kašťák a spol.) proběhl ve dnech 15. a 16. října 1952 ve velkém sále podniku Technolen v Jilemnici v rámci výjezdního zasedání Státního soudu Praha jako součást řady vykonstruovaných politických procesů proti odpůrcům komunistického režimu. Státní prokuratura jej vedla jako trestní řízení proti Pavlu Kašťákovi a spol. Obžalováno a následně odsouzeno bylo celkem 11 lidí, převážně představitelů podkrkonošské podnikatelské elity. Žaloba je vinila, že se "...spojili s agentem západních imperialistů Josefem Zemanem proti lidově demokratické republice". Obviněni a odsouzeni byli například Augustin Kubát, hoteliér z Benecka, Bohumil Rychtr, písmák a restauratér z Benecka či správce nemocnice Josef Ševčík z Vysokého nad Jizerou. Část odsouzených byla významnými představiteli Československé strany národně socialistické, která ve volbách do ústavodárného Národního shromáždění roku 1946 získala v podkrkonošském regionu (zejména v tehdejších správních okresech 64 Jilemnice a 68 Semily volebního kraje Liberec) významný podíl hlasů. Josef Ševčík byl předsedou okresního výboru strany, Bohumil Rychtr vykonával úřad beneckého starosty.
Vyšetřování bylo vedeno Krajskou správou SNB a útvary MV v Severočeském kraji. Obžalovaní byli zatýkáni již od února roku 1952. Ve vyšetřovací vazbě na služebně StB v Liberci na ně byl činěn silný psychický i fyzický nátlak – své výpovědi před senátem Státního soudu se museli naučit slovo od slova zpaměti. Všech 11 obžalovaných bylo odsouzeno pro trestný čin velezrady dle §78 odst. 2) písm. a), a odst. 1), písm. c) trestního zákona z roku 1950 k trestům odnětí svobody od 10 do 20 roků, propadnutí celého jmění, ztrátě čestných práv občanských a propadnutí věcí. Rozsudek je veden pod značkou 3 Ts I 70/52. Trest odnětí svobody vykonávali odsouzení v nápravných zařízeních ve Valdicích, Leopoldově a Iľavě, případně v táborech nucených prací.
Proces byl vyšetřovateli i prokuraturou připravován komplexně, v soudním spisu je založena korespondence s redakcemi celostátního i regionálního tisku o podmínkách přípravy reportáže ze soudního jednání. Na obžalované probíhalo rozsáhlé dotazování v místě bydliště i pracoviště, podrobně byly zjišťovány jejich majetkové poměry, včetně rozsahu movitého majetku.

Procesu byla poskytována rozsáhlá publicita, podrobnou reportáž z něj přinesl například týdeník ONV v Jilemnici Nová horská ves. Redakce měsíčníku Náš kraj, vycházejícího v Liberci, zveřejnění reportáže odmítla.

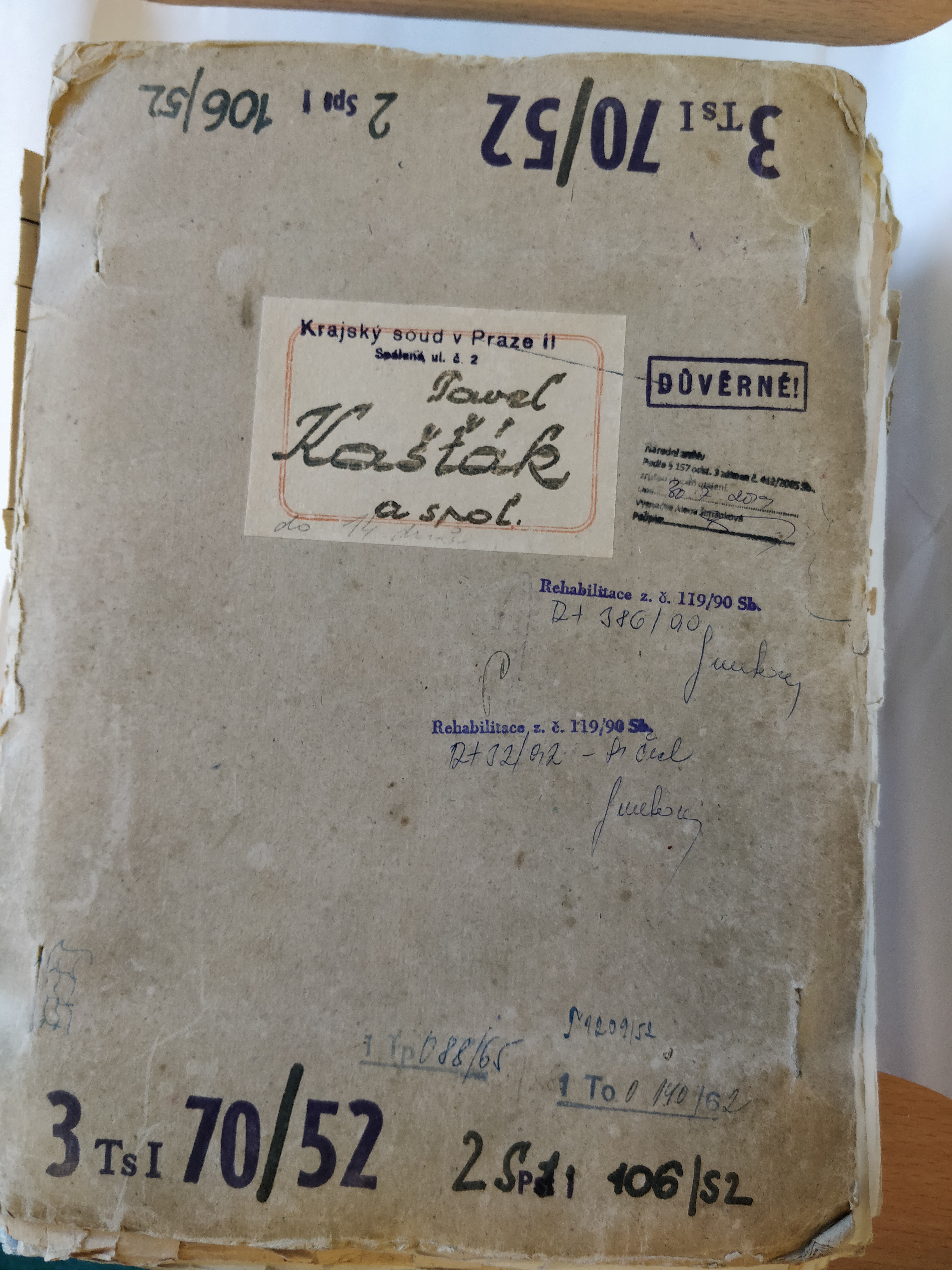
Desky spisu soudního řízení proti skupině, označované jako "velezrádci a špioni z Jilemnicka"

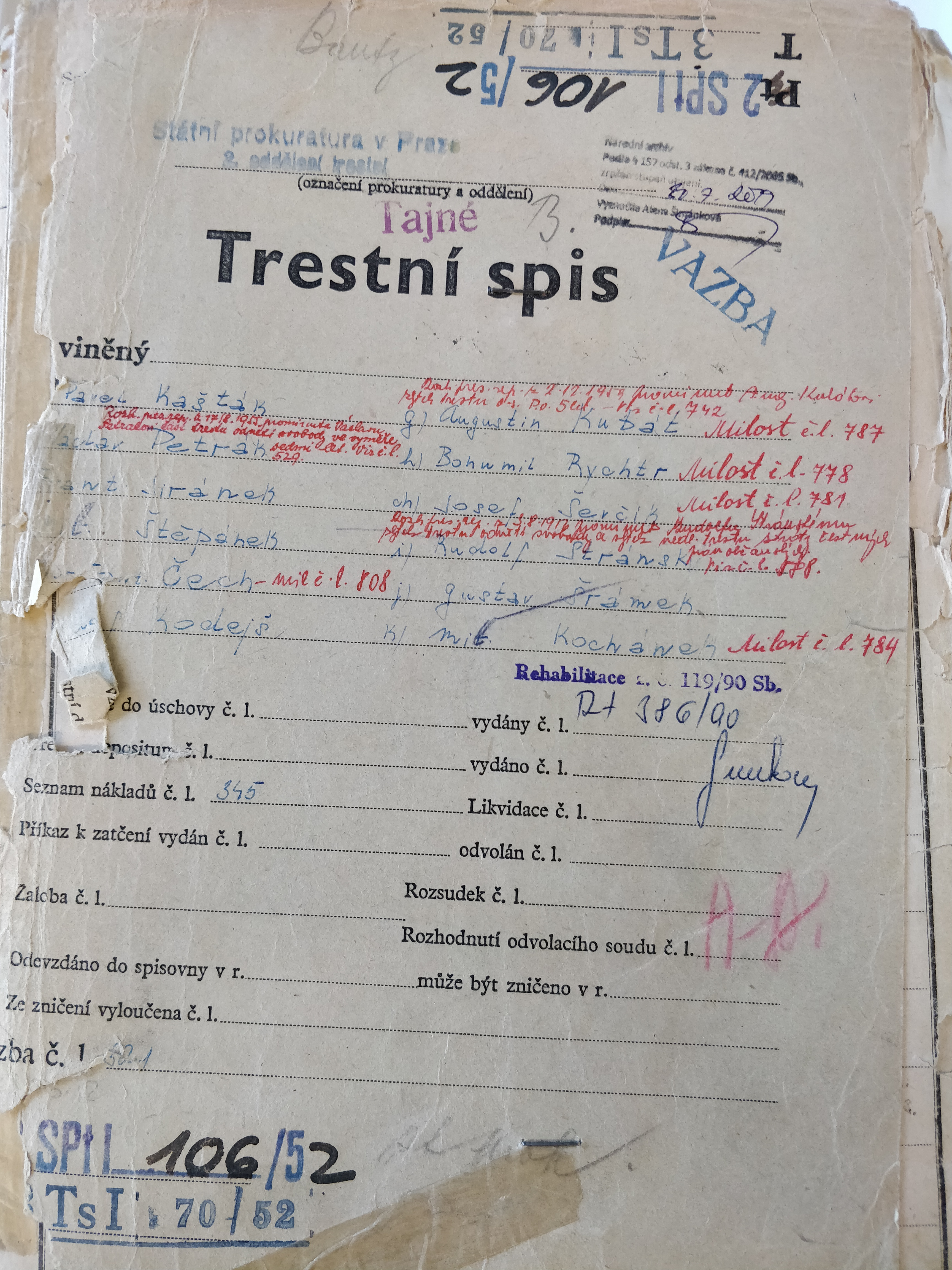
Obal trestního spisu Státní prokuratury v Praze SPtI 106/52

Většina z odsouzených byla propuštěna v rámci presidentské amnestie z 9. května 1960 (Rozhodnutí presidenta republiky a vlády 54/1960 Sb.) podle článku I. K výmazu trestu v rámci amnestie nedošlo a odsouzení žádali o výmaz individuálně později v průběhu 70. let 20. století. Konečná rehabilitace odsouzených proběhla až v letech 1990 a 1991 dle § 2 odst. 1 písm. c) a § 2 odst. 2 zákona o soudní rehabilitaci 119/1990 Sb.

## Složení trestního senátu
Senát tvořili:
- předseda senátu: JUDr. Karel Valenta
- odborní přísedící: Karel Bautz, vojenský soudce JUDr. mjr. Antonín Srp
- soudcové z lidu: vstržm. František Holub, Adolf Šír
- státní prokurátoři: Václav Nepomucký, JUDr. Pavel Barbaš
- zapisovatelky: Miroslava Fenyková, Marie Spěšná

## Obhájci
- JUDr. Rostislav Zástěra (plná moc za obviněné Jiránka, Čecha a Kubáta)
- JUDr. Karel Votruba (ex offo)
- JUDr. František Zoulík (ex offo)

## Seznam odsouzených
- Pavel Kašťák
- Rudolf Kodejš
- František Jiránek
- Václav Petrák
- JUDr. František Čech
- Miloslav Štěpánek
- Augustin Kubát
- Bohumil Rychtr (ve vyšetřovacím spisu veden jako Rychter)
- Josef Ševčík
- Rudolf Stránský
- Miroslav Kochánek

## Znění rozsudku
Státní soud v Praze 3 TsI 70/52[2]

Jménem republiky

Státní soud v Praze uznal po hlavním líčení, konaném ve dnech 15.–16. října 1952 v Jilemnici takto právem:

### Určení obviněných
Obvinění:
1./ Pavel Kašťák,

nar. 24.1.1888 ve Sklenařicích, okres Jilemnice, rolník, bytem Sklenařice čp. 19, okres Jilemnice
2./ Rudolf Kodejš,

nar. 10.3.1913 v Jesenném, okres Semily, člen SNB, posl. bytem v Jablonci n.J. č. 200, okres Jilemnice
3./ František Jiránek,

nar. 28.12.1913 v Nakolicích, okr. Nový Bydžov, rolník, posl. bytem Dolní Branné č. 30, okres Vrchlabí
4./ Václav Petrák,

nar. 7.8.1920 v Dolních Štěpanicích, okr. Jilemnice, nástrojař, posl. bytem Dolní Štěpanice čp. 36, okres Jilemnice
5./ Dr. František Čech,

nar. 1.6.1913 v Praze, úředník KNV, posl. bytem Liberec I, Zborovská ul. č. 15
6. Miloslav Štěpánek,

nar. 15.5.1908 v Pasekách n. J. okres Jilemnice, techm. úředník, posl. bytem Paseky n. Jizerou, č. 262, okres Jilemnice
7./ Augustin Kubát,

nar. 21.11.1892 v Benecku, okres Jilemnice, vedoucí prodejny a bývalý majitel hotelu, posl. bytem ve Lhotě Štěpanické č.p. 70, okres Jilemnice,
8./ Bohumil Rychtr,

nar. 19.4.1893 v Benecku, okres Jilemnice, majitel hotelu, posl. bytem v Benecku čp. 74, okres Jilemnice
9./ Josef Ševčík,

nar. 20.1.1904 v Řepníkách, okres Jilemnice, správce nemocnice, posl. bytem ve Vysoké nad Jizerou, č. 301, okres Jilemnice
10./ Rudolf Stránský,

nar. 23.6.1889 v Rejdicích, okres Jablonec n. Nisou, bývalý podnikatel, nyní úředník, posl. bytem v Jilemnici čp. 4
11./ Miloslav Kochánek,

nar. 12.10.1899 ve Lhotce, okres Jilemnice, krejčí-živnostník, bývalý tajemník strany nár. socialistické, posl. bytem ve Lhotce čp. 2, okres Jilemnice

### Výrok o vině
jsou  v i n n i, že

v letech 1948-1952 v Praze a na různých místech libereckého kraje
I./ Pavel Kašťák, Rudolf Kodejš,František Jiránek, Václav Petrák, Dr. František Čech, Miloslav Štěpánek, Augustin Kubát, Bohumil Rychtr, Josef Ševčík

spolčili se mezi sebou a s dalšími osobami k tomu, aby se pokusili zničit nebo rozvrátit lidově demokratické zřízení a společenský řád republiky, zaručené ústavou
1./ Pavel Kašťák

dohodou s Josefem Zemanem a Miloslavem Kašťákem o provedení illegálního převodu Josefa Zemana do nepřátelského zahraničí, získáváním dalších osob nepřátelsky zaměřených vůči republice k odchodu do zahraničí, zprostředkováním illegálního styku Marie Zemanové s Josefem Zemanem za účasti Miloše Kašťáka, předáním peněž. a jiných prostředků Josefu Zemanovi do nepřátelského zahraničí k podpoře jeho zrádné činnosti, dohodou s Milošem Kašťákem o převodu určitých osob státu nepřátelských do nepřátelského zahraničí, dohodou o útěku Miloše Kašťáka a držením pistole ráže 6,35 mm s náboji bez povolení;
2./ Rudolf Kodejš

illegálními schůzkami s Marií Zemanovou a schůzkou s Josefem Zemanem po jeho illegálním návratu do republiky ze západního Německa, zprostředkováním illegálních zpráv mezi Marií Zemanovou a Josefem Zemanem, chováním bez povolení vojenské pušky a automatické pistole ráže 6,35 mm a 30 nábojí a 19 nábojů ráže 7,65 mm,
3./ František Jiránek

dohodou o účasti na illegální schůzce s Josefem zemanem a vyplacením 5000 Kčs na činnost protistátní organisace,
4./ Václav Petrák

dohodou s Bohuslavem Šírem o účasti na protistátní činnosti s osobami, dlícími v nepřátelském zahraničí, předáváním žádosti o instrukce k protistátní činnosti Bohuslavu Šírovi, účastí na illegální schůzce s Bohuslavem Šírem a dalšími členy protistátní organisace,
5./ Dr. František Čech

doporučením, daným Gustavu Šrámkovi pro Jana Šrámka na Dr. Sch. k podpoře protistátní činnosti Jana Šrámka v nepřátelském zahraničí
6./ Miloslav Štěpánek

poskytnutím prostředků Jaroslavu Dlabolovi, Oldřichu Vodseďálkovi a Bohuslavu Šírovi k účasti na illegální schůzce s Josefem Zemanem, zprostředkováním dodání illegální zprávy od Josefa Zemana Plecháčovi,
7./ Augustin Kubát

převzetím jedné pistole od Josefa Plecháče a dvou pistolí od jistého S. a opatřením úkrytu pro tyto zbraně, účastí na illegální schůzce s Plecháčem, Vodseďálkem a Rychtrem a ujednáním další schůzky mezi Plecháčem a Matouškem,
8./ Bohumil Rychtr

jednáním s Josefem Plecháčem, Oldřichem Vodseďálkem a Augustinem Kubátem o protistátním puči, převzetím jedné pistole od Augustina Kubáta a opatřením úkrytu pro tuto zbraň,
9./ Josef Ševčík

zprostředkováním illegální schůzky Marie Zemanové s Josefem Plecháčem a konáním funkce spojky pro illegální organizaci
všichni vědouce o tom, že Josef Zeman po illegálním útěku z republiky založil a řídil v libereckém kraji protistátní organisaci a že se svou činností do této organisace začlenili, při čemž Rudolf Kodejš se činu dopustil jako člen SNB, tedy za zvláště přitěžujících okolností
...
tím  s p á ch a l i
I./ Rudolf Kodejš

trestný čin velezrady podle §u 78 odst. 2 písm a/ odst. 1 písm. c, odst. 3 písm. f/ tr.z.,

trestný čin vyzvědačství podle §u 89 odst. 2 písm. a/, odst. 1, odst. 3 písm. f tr.z.
II./ Pavel Kašťák a František Jiránek

trestný čin velezrady podle §u 78 odst. 2 písm a/ odst. 1 písm. c, tr.z.,

trestný čin vyzvědačství podle §u 89 odst. 2 písm. a/, odst. 1, tr.z.
III./ Václav Petrák, Dr. František Čech a Augustin Kubát

trestný čin velezrady podle §u 78 odst. 2 písm a/ odst. 1 písm. c, tr.z.,

trestný čin vyzvědačství podle §u 89 odst. 2 písm. a/, odst. 1, tr.z.
IV./ Miloslav Štěpánek, Bohumil Rychtr a Josef Ševčík

trestný čin velezrady podle §u 78 odst. 2 písm a/ odst. 1 písm. c, tr.z.,
V./ Rudolf Stránský a Miloslav Kochánek

trestný čin vyzvědačství podle §u 89 odst. 2 písm. a/, odst. 1, tr.z.

### Výrok o trestu
a  o d s u z u j í  se
všichni obvinění až na Rudolfa Kodejše, Miloslava Štěpánka, Bohumila Rychtra, a Josefa Ševčíka podle §u 89 odst. 1 tr.z., Miloslav Štěpánek,     Bohumil Rychtr a Josef Ševčík podle §u 78 odst. 1 tr.z. Rudolf Kodejš podle §u 86 odst. 3 tr.z., obvinění Pavel Kašťák, Rudolf Kodejš, František Jiránek, Václav Petrák, Dr. František Čech a Augustin Kubát za použití ust. §u 22 odst. 1 tr.z. a Rudolf Kodejš též za použ. §u 29 odst. 2 tr.z. a Miloslav Kochánek za použ. §u 30 tr.z. k těmto trestům odnětí svobody:
Pavel Kašťák - na doživotí

Rudolf Kodejš - na 25 roků

František Jiránek - na 18 roků

Václav Petrák - na 17 roků

Dr. František Čech - na 18 roků

Miloslav Štěpánek - na 14 roků

Augustin Kubát - na 18 roků

Bohumil Rychtr - na 14 roků

Josef Ševčík - na 16 roků

Rudolf Stránský - na 10 roků

Miloslav Kochánek - na 8 roků
Podle §u 86 odst. 4 a přihlížením k §u 47 tr.z. vyslovuje se u všech obviněných propadnutí celého jejich jmění.

Podle §u 42 tr.z. vyslovuje se u všech obviněných ztráta čest. práv občanských, přičemž způsobilost k nabytí těchto práv, uvedených v §u 44  odst. 2 tr.z. se stanoví u všech obviněných kromě Pavla Kašťáka na 10 roků, u obviněného Pavla Ksšťáka se vyslovuje ztráta čest. práv navždy.

Podle §u 59 odst. 1 tr.z. vyslovuje se propadnutí věcí, které byly u jednotlivých obviněných nalezeny a zabaveny

Podle §u 54 tr.z. soud vyslovuje, že tento rozsudek se uveřejní

Podle §u 45 tr.z. se vyslovuje u Rudolfa Kodejše vyloučení z vojska

Všem obviněným se započítává podle §u 23 tr.z. do trestu doba, kterou obvinění pro týž skutek strávili ve vazbě.